# Българско училище „Св. св. Кирил и Методий“ (Хетафе)
Българското училище „Св. св. Кирил и Методий“ е училище на българската общност в град Хетафе, Испания. Създадено е през 2002 г. През учебната 2021/2022 г. в него се обучават около 80 деца от I до VIII клас, като има и подготвителна група с 18 деца. Към 2022 г. директорка на училището е Нели Кочева, която е председателка на българската асоциация „Кубрат“ в града.

## История
Училището е открито през 2002 г., като става първото българско неделно училище, създадено в Испания. През 2009 г. е включено в програмата на Министерството на образованието и науката на България за субсидиране на българските неделни училища в чужбина. Дотогава то се самоиздържа чрез участия и изпълнение на различни проекти в местното кметство и в Мадрид.